# بحيرة سردال
بحيرة سردال هي بحيرة في بلديتي سردال وفليكفيورد، في مقاطعة فست أغدر، في النرويج. تبلغ مساحة البحيرة 18.8 ميلًا (7.3 ميلًا مربعًا) أما الطول فيبلغ حوالي 27 كيلومترًا (17 ميلًا)، تمتد البحيرة من قرية تونستاد في الشمال إلى قرية سيرا في الجنوب. ويبلغ عرض البحيرة حوالي كيلومترًا واحدًا (0.62 ميل) عند أوسع نقطة.

## طالِع أيضًا
- قائمة بحيرات النرويج